# Roger Bowen
Pour les articles homonymes, voir Bowen.
Roger Bowen est un acteur américain né le 25 mai 1932 à Attleboro dans le Massachusetts aux États-Unis, décédé le 16 février 1996 à Marathon en Floride.

## Filmographie
- 1967 : Funnyman de John Korty : Lester, Social Scientist
- 1968 : Petulia de Richard Lester : Warren
- 1968 : Bullitt de Peter Yates : Man
- 1969 : Haute tension dans la ville (Deadlock) (TV) : Ski
- 1970 : MASH de Robert Altman : Lt. Col. Henry Braymore Adlai Blake
- 1970 : Move de Stuart Rosenberg : Rabbi
- 1970 : Arnie (en) (série télévisée) : Hamilton Majors, Jr
- 1972 : Playmates (TV) : Man in Kiddieland
- 1973 : Hunter (en) de Leonard Horn (en) (TV) : Alfred Blount
- 1973 : Steelyard Blues d'Alan Myerson : Fire Commisioner Francis
- 1973 : Wicked, Wicked (en) de Richard L. Bare : Simmons, Hotel Manager
- 1972 : The Brian Keith Show (en) (série télévisée) : Dr Austin Chaffee (1973-1974)
- 1974 : It Couldn't Happen to a Nicer Guy (en) (TV) : Stu Dotney
- 1974 : The Rangers (TV) : Sam
- 1976 : Tunnel Vision (en) de Neal Israel et Bradley R. Swirnoff : Henry Kissinger
- 1976 : Arthur Hailey's the Moneychangers (feuilleton TV) : Fergus Gatwick
- 1977 : La Petite Maison dans la prairie (The House on the Prairie) (série télévisée) saison 3, épisode 14 (Théâtre (Little Women) ) : Samuel Mason
- 1978 : Last of the Good Guys (TV) : Mr. Stit
- 1978 : The Bastard (TV) : Landlord
- 1978 : Le Ciel peut attendre (Heaven Can Wait) de Warren Beatty et Buck Henry : Newspaperman
- 1979 : Solly's Diner de Larry Hankin : Businessman
- 1979 : Tendre Combat (The Main Event) d'Howard Zieff : Owner, Sinthia Cosmetics
- 1980 : Ça plane les filles (Foxes) d'Adrian Lyne : Counsellor
- 1980 : Battles: The Murder That Wouldn't Die (TV) : Coach Spaulding
- 1980 : Father Damien: The Leper Priest (TV) : Prime Minister
- 1980 : First Family (en) de Buck Henry
- 1981 : Goldie and the Boxer Go to Hollywood (TV) : Scott Durkin
- 1981 : La Petite Maison dans la prairie (The House on the Prairie) (série télévisée) saison 8, épisode 10 (La vie moderne (Wave of the Future) ) : le publicitaire
- 1982 : Zapped! de Robert J. Rosenthal : Mr. Springboro
- 1983 : At Ease (en) (série télévisée) : Col. Clapp
- 1984 : Suzanne Pleshette Is Maggie Briggs (en) (série télévisée) : Donny Bauer
- 1987 : Qu'il est dur d'être farceur, d'aimer la musique pop et les films d'horreur quand on a un père qui se présente aux élections (Morgan Stewart's Coming Home) de Paul Aaron : Dr Cabot the Shrink
- 1991 : Quoi de neuf, Bob ? (What About Bob?) de Frank Oz : Phil